# Allobates undulatus
Allobates undulatus es una especie de anfibio anuro de la familia Aromobatidae.

## Distribución geográfica
Esta especie es endémica de Cerro Yutajé en el estado de Amazonas, Venezuela. Habita a 1750 m sobre el nivel del mar.

## Publicación original
- Myers & Donnelly, 2001 : Herpetofauna of the Yutajé-Corocoro Massif, Venezuela: second report from the Robert G. Goelet American Museum-Terramar Expedition to the northwestern tepuis. Bulletin of the American Museum of Natural History, n.º 261, p. 1-85[5]